# Frank (Virginia Occidental)
Frank es un lugar designado por el censo ubicado en el condado de Pocahontas en el estado estadounidense de Virginia Occidental. En el Censo de 2010 tenía una población de 90 habitantes y una densidad poblacional de 90,73 personas por km².

## Geografía
Frank se encuentra ubicado en las coordenadas 38°32′46″N 79°48′29″O / 38.54611, -79.80806. Según la Oficina del Censo de los Estados Unidos, Frank tiene una superficie total de 0.99 km², de la cual 0.99 km² corresponden a tierra firme y (0%) 0 km² es agua.

## Demografía
Según el censo de 2010, había 90 personas residiendo en Frank. La densidad de población era de 90,73 hab./km². De los 90 habitantes, Frank estaba compuesto por el 97.78% blancos, el 0% eran afroamericanos, el 1.11% eran amerindios, el 0% eran asiáticos, el 0% eran isleños del Pacífico, el 0% eran de otras razas y el 1.11% pertenecían a dos o más razas. Del total de la población el 0% eran hispanos o latinos de cualquier raza.